# 196
196（百九十六、ひゃくきゅうじゅうろく）は自然数、また整数において、195の次で197の前の数である。

## 性質
- 196は合成数であり、約数は 1, 2, 4, 7, 14, 28, 49, 98, 196 である。
  - 約数の和は399。
    - 44番目の過剰数である。1つ前は192、次は198。
    - 約数の和が奇数になる23番目の数である。1つ前は169、次は200。

  - 約数を9個もつ3番目の数である。1つ前は100、次は225。
- 196 = 142
  - 14番目の平方数である。1つ前は169、次は225。
  - n = 2 のときの 14n の値とみたとき1つ前は14、次は2744。
  - 196 = (2 × 7)2
    - n = 2 のときの (7n)2 の値とみたとき1つ前は49、次は441。(オンライン整数列大辞典の数列 A016982)
    - n = 7 のときの (2n)2 の値とみたとき1つ前は144、次は256。(オンライン整数列大辞典の数列 A016742)
    - n = 3 のときの {2(2n+1)}2 の値とみたとき1つ前は100、次は324。(オンライン整数列大辞典の数列 A016826)

  - 196 = 22 × 72
    - 2つの異なる素因数の積で p2 × q2 の形で表せる3番目の数である。1つ前は100、次は225。(オンライン整数列大辞典の数列 A085986)

  - 196 = 1 × 2 × 7 × 14
    - 14 の約数の積で表せる数である。1つ前は13、次は225。(オンライン整数列大辞典の数列 A007955)
- 196から221まで楔数が表れない以前の区間幅を上回る空白区間幅27である。1つ前は43～65の24、次は3083～3109の28。(オンライン整数列大辞典の数列 A239673)(ただし初期の1から29までを除く。また空白区間幅はオンライン数列に合わせ(楔数)−(楔数)の値を表している。)
  - 1000まででは最大空白区間である。
- 各位の和が16になる7番目の数である。1つ前は187、次は259。
- 十進数における最小のリクレル数（桁を逆に並べた数と自身を加え、得られた数についても同様の操作を繰り返すことを何度行っても回文数にならない数）と考えられている数。次は295。(オンライン整数列大辞典の数列 A023108)[1][2]
- 196 = 12 + (12 + 22) + (12 + 22 + 32) + (12 + 22 + 32 + 42) + (12 + 22 + 32 + 42 + 52) + (12 + 22 + 32 + 42 + 52 + 62)
  - 196は最初から6番目までの四角錐数の和である。1つ前は105、次は336。(オンライン整数列大辞典の数列 A002415)
- 196 = 42 + 62 + 122
  - 3つの平方数の和1通りで表せる68番目の数である。1つ前は193、次は200。(オンライン整数列大辞典の数列 A025321)
  - 異なる3つの平方数の和1通りで表せる59番目の数である。1つ前は190、次は198。(オンライン整数列大辞典の数列 A025339)
- 196 = 28 × 7
  - 完全数28の倍数である。1つ前は168、次は224。(オンライン整数列大辞典の数列 A135628)

## その他196に関連すること
- 窒素の単体の沸点はおよそ−196℃である。
- 西暦196年
- 年始から数えて196日目は平年では7月15日、閏年では7月14日。
- 第196代ローマ教皇はヨハネス22世である（在位：1316年8月7日～1334年12月4日）である。
- 2015年5月15日以降、日本が国家として認めているのは、(日本を加えた)196ヶ国である[3]。